# Bensheim
Bensheim é uma cidade da Alemanha, localizada no distrito de Bergstrasse da região administrativa de Darmstadt, estado de Hessen. Com mais de 40.000 habitantes, é a maior cidade do distrito.

## Ligações externas

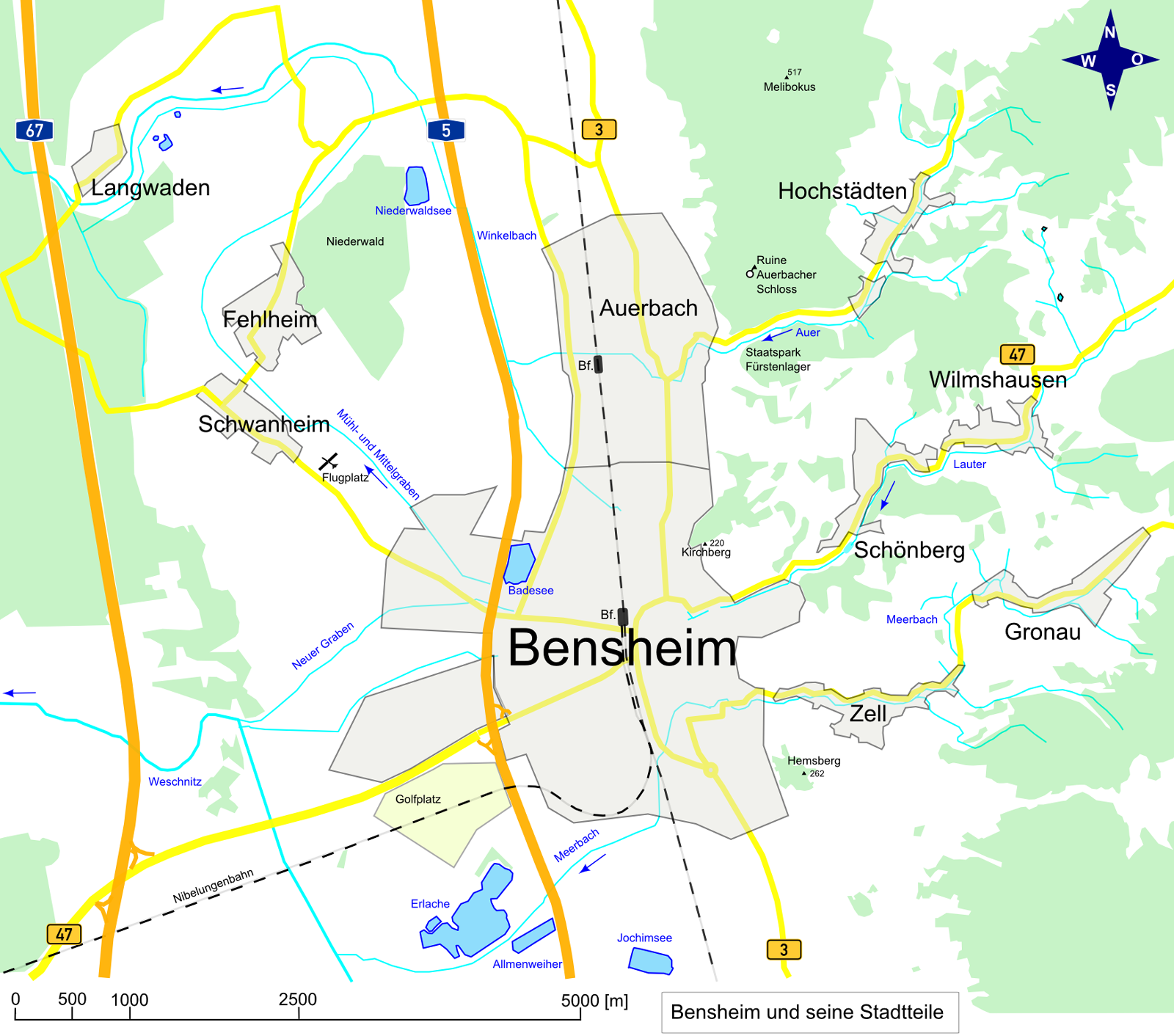
Mapa de Bensheim

## Galeria

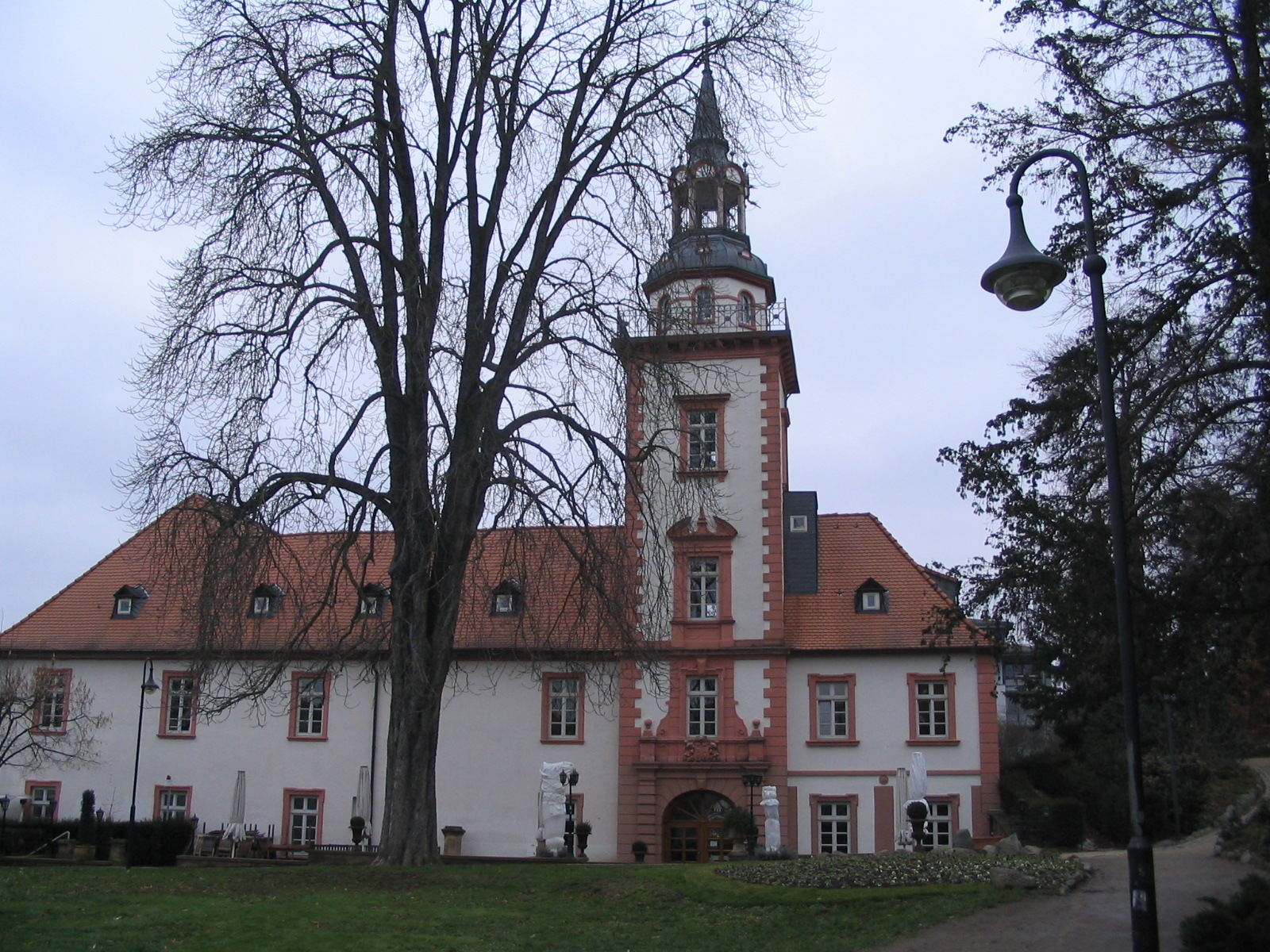
Rodensteiner Hof
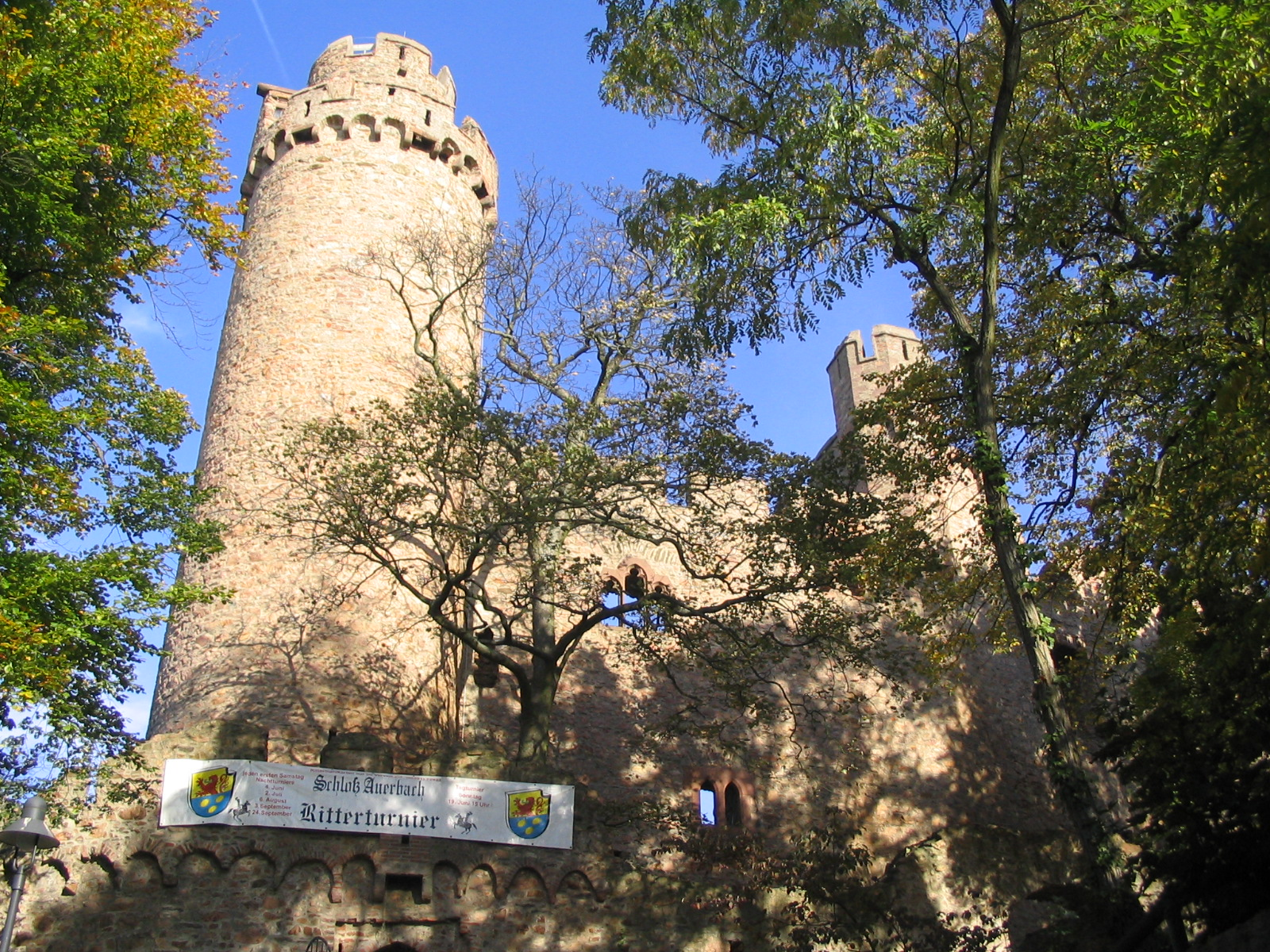
Schloss Auerbach

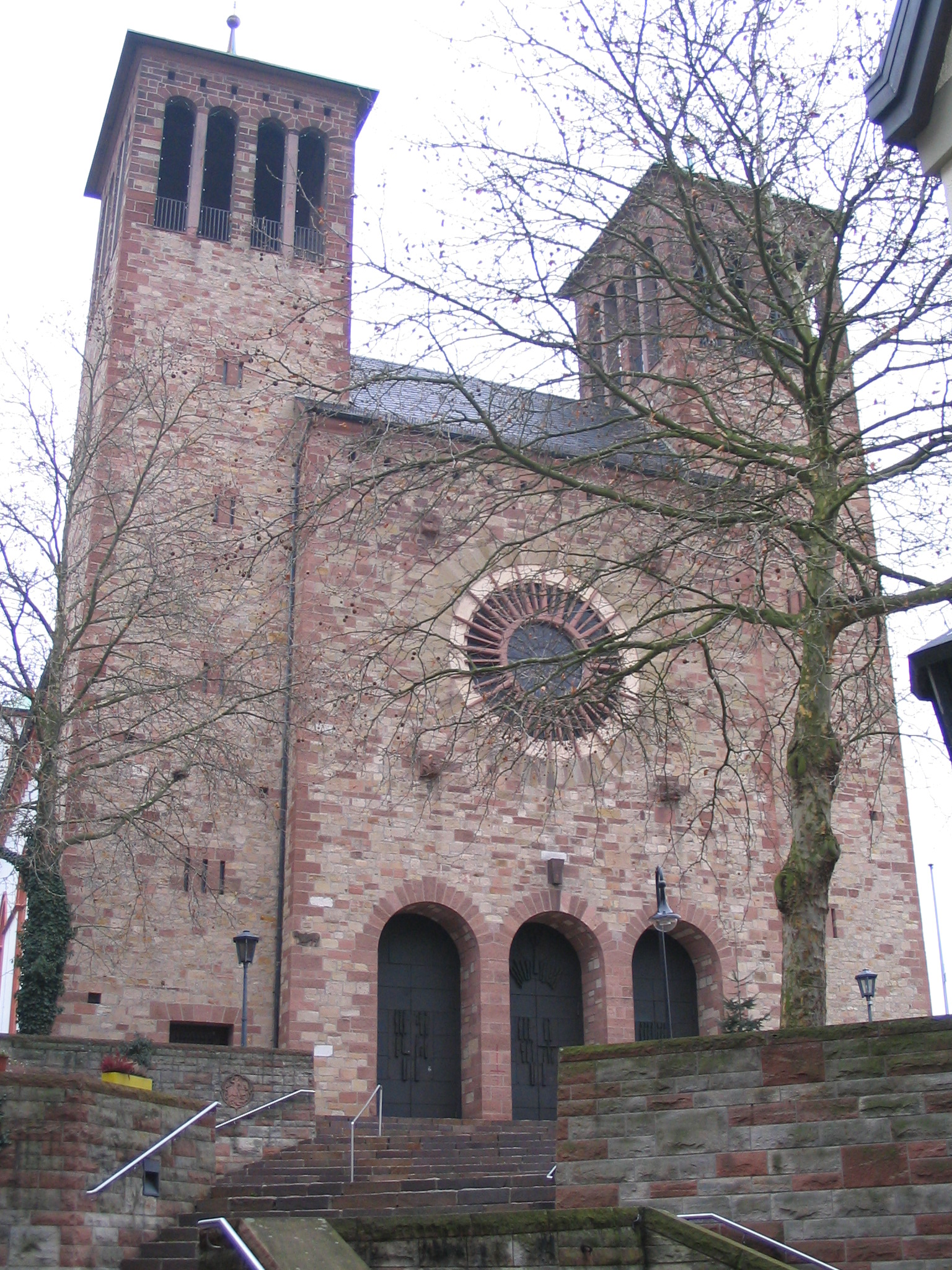
St. Georg
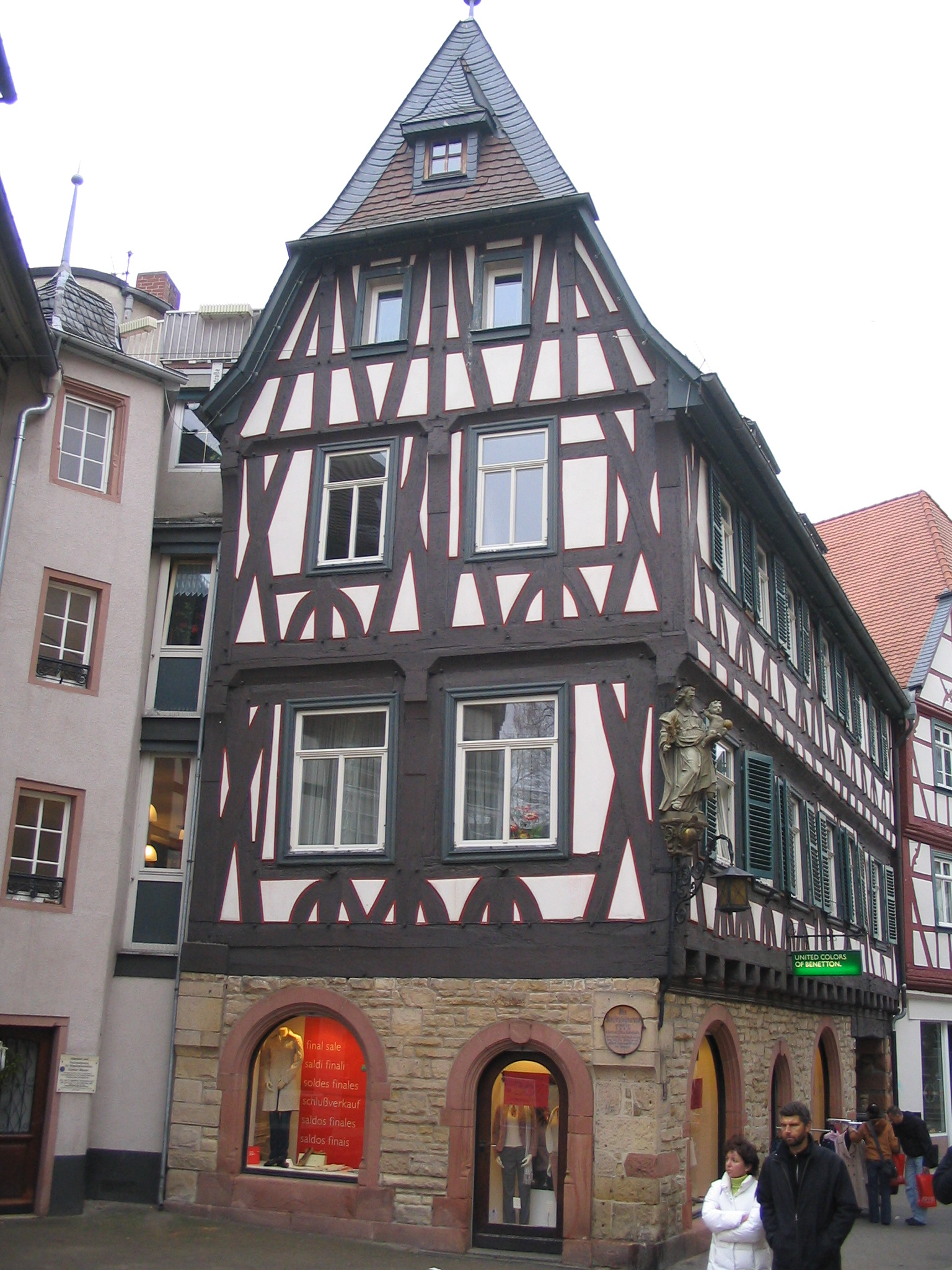
Haus Fleck